# 아들리스베르크
아들리스베르크(독일어: Adlisberg)는 스위스 취리히베르크 근처 북서쪽으로 취리히제(취리히 호수)가 내려다보이는 해발 701m 높이의 숲이 우거진 산이다.

## 지리
아들리스베르크 산은 글라트 계곡과 취리히 호수 사이의 취리히시 동쪽에 위치하고 있다. 가장 높은 지점은 취리히 호수 위 약 200m이다. 산맥은 그라이펜제(그라이펜 호수)와 취리히 호수 사이에 있는 케퍼베르크, 포어히 및 파넨슈틸과 같은 일련의 언덕의 일부이다.
아들리스베르크의 남쪽과 서쪽 측면에는 취리히 지역인 호팅겐(Hottingen), 히르슬란덴(Hirslanden) 및 비티콘(Witikon)이 있다. 호팅겐의 상부는 돌더(Dolder)라고 불리며, 취리히의 주거 지역이다. 취리히시 북쪽의 테라스에는 뒤벤도르프 시의 후기 마을인 퇴벨호프(Tobelhof), 고크하우젠(Gockhausen), 게렌(Geeren) 마을이 있다.

## 볼거리
그림 같은 위치에 있으며 언덕의 서쪽 아래쪽은 현재 취리히 주거 지역의 일부이다. 취리히 동물원과 FIFA 본부는 각각 취리히베르크 남쪽 측면에 있는 아들리스베르크와 취리히베르크 사이의 고원인 북서쪽에 위치하고 있다. 그것은 또한 레스토랑, 호텔, 높은 수준의 그랜드 호텔 돌더(Grand Hotel Dolder) 중 위치이다. 그랜드 호텔 돌더에는 작은 골프 코스가 건설되었다. 인근 언덕 꼭대기에는 스포츠 코트가 있으며, 그중 인기있는 파도 풀장(Wellenbad Dolder), 미니 골프 코스, 컬링홀, 테니스 클럽, 골프 연습장 및 1930년에 지어진 돌더 아이스 링크는 유럽에서 가장 큰 인공 아이스링크 중 하나로 간주된다. 발트슐레(Waldschule) 아들리스베르크는 취리히시에서 제공하는 어린이를 대상으로 한다.
언덕의 윗부분은 대부분이 삼림지대이며, 등산객과 자전거 애호가에게 인기있는 레크리에이션 지역이다. 동쪽 언덕 꼭대기, 해발 690m에는 33m 높이의 전망대가 있으며 비티콘 근처의 루렌코프(Loorenkopf)는 취리히 호수, 판넨스티엘 지역 및 글라트 계곡의 파노라마를 제공한다. 아들리스베르크의 북동쪽에는 뒤벨슈타인(Dübelstein) 성의 유적이 있다. 1487년부터 1489년까지 취리히시의 전 시장이었던 한스 발트만(Hans Waldmann)의 집이다.

## 교통
돌더반 랙 철도는 언덕 꼭대기까지 운행되며 취리히 교통공사(VBZ)에서 제공하는 버스가 취리히와 이웃 커뮤니티인 뒤벤도르프, 펠란덴 및 마우어 사이를 운행하며, 취리히의 남동부를 글라트 계곡 및 파넨슈틸과 연결하는 토벨호프 거리를 운행한다.

## 발트슈타트
1971년 당시 취리히시의 시장이었던 지그문트 비드머(Sigmund Widmer)는 약 4.5k㎡의 면적을 포함하는 약 100,000명의 주민을 위한 위성 도시 발트슈타트(지기-빌이라고도 함)에 대한 계획을 시작했다. 아들리스베르크 언덕 고원. 30,000개의 비교적 저렴한 주택, 230개의 교실, 10개의 더블 체육관, 수영장, 상점, 영화관, 교회, 병원, 호텔, 컨벤션 센터와 극장, 지하철 및 지하 고속도로 연결이 계획되었다. 따라서 표면에 완전히 자동차 없는 정착이 이루어졌을 것이지만, 이 프로젝트는 주로 생태학적인 이유로 거부당했고, 실현되지 못했다.

## 갤러리

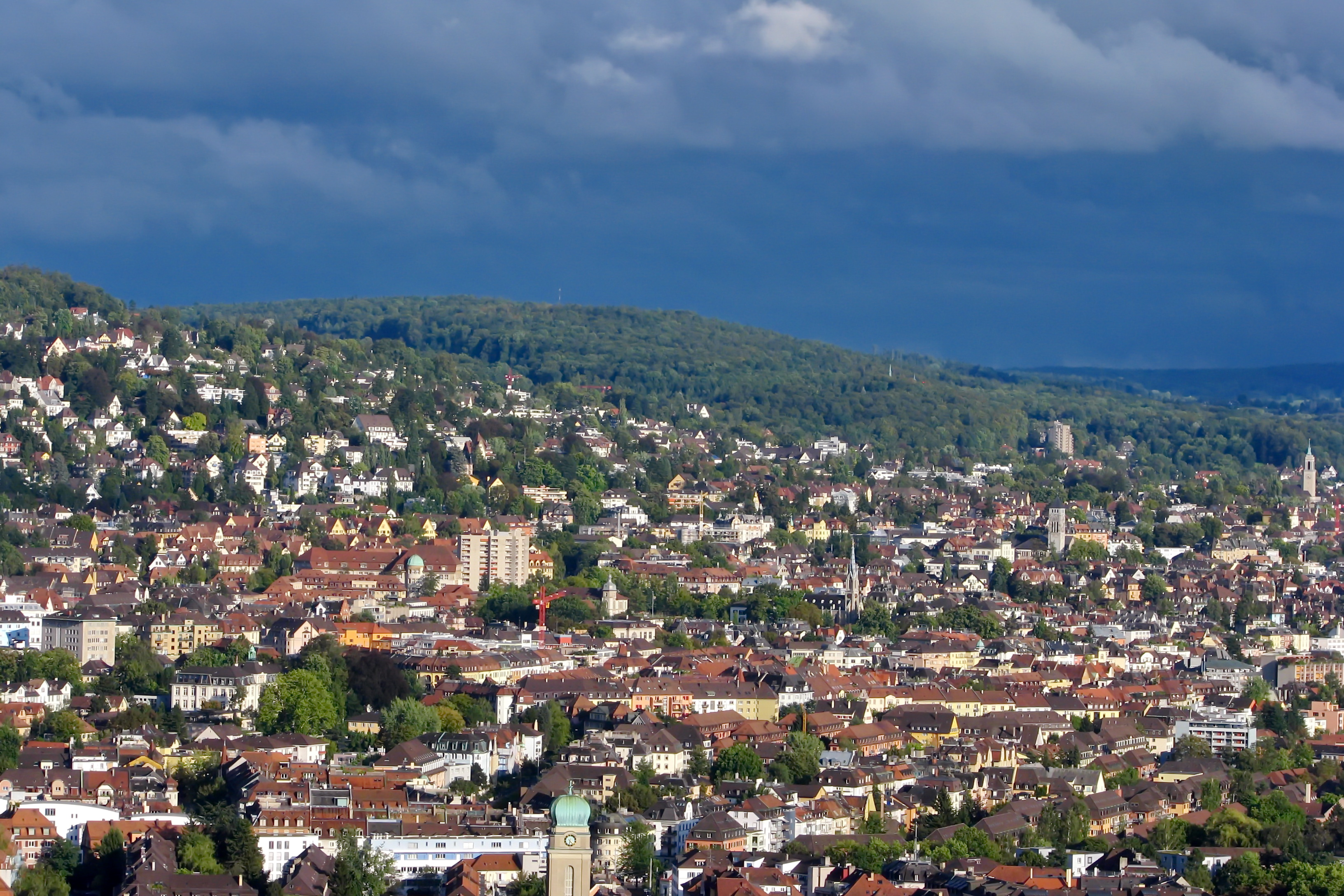
북쪽 (케퍼베르크에서 본 아들리스베르크)
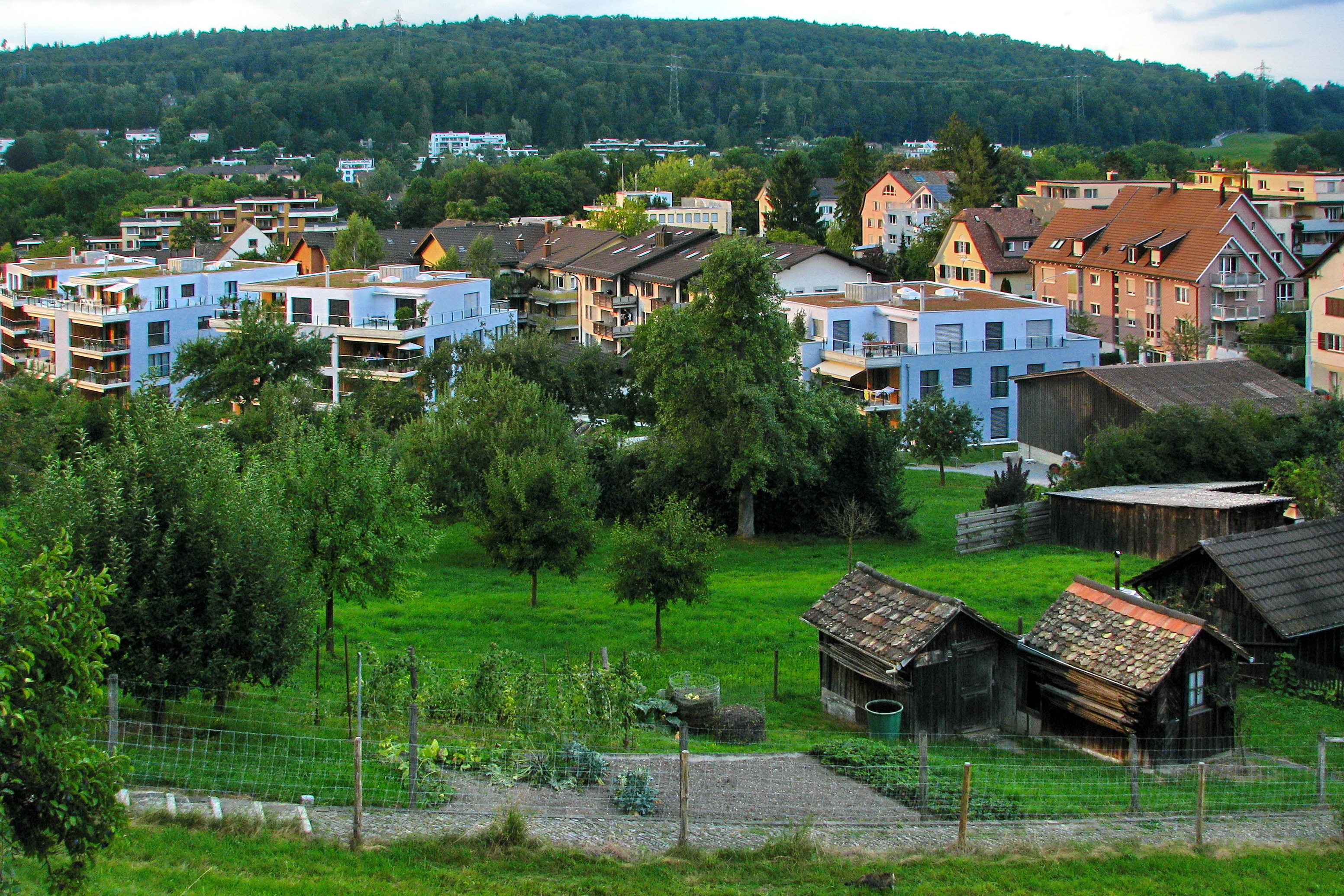
남쪽 (비티콘)에서 본 아들리스베르크
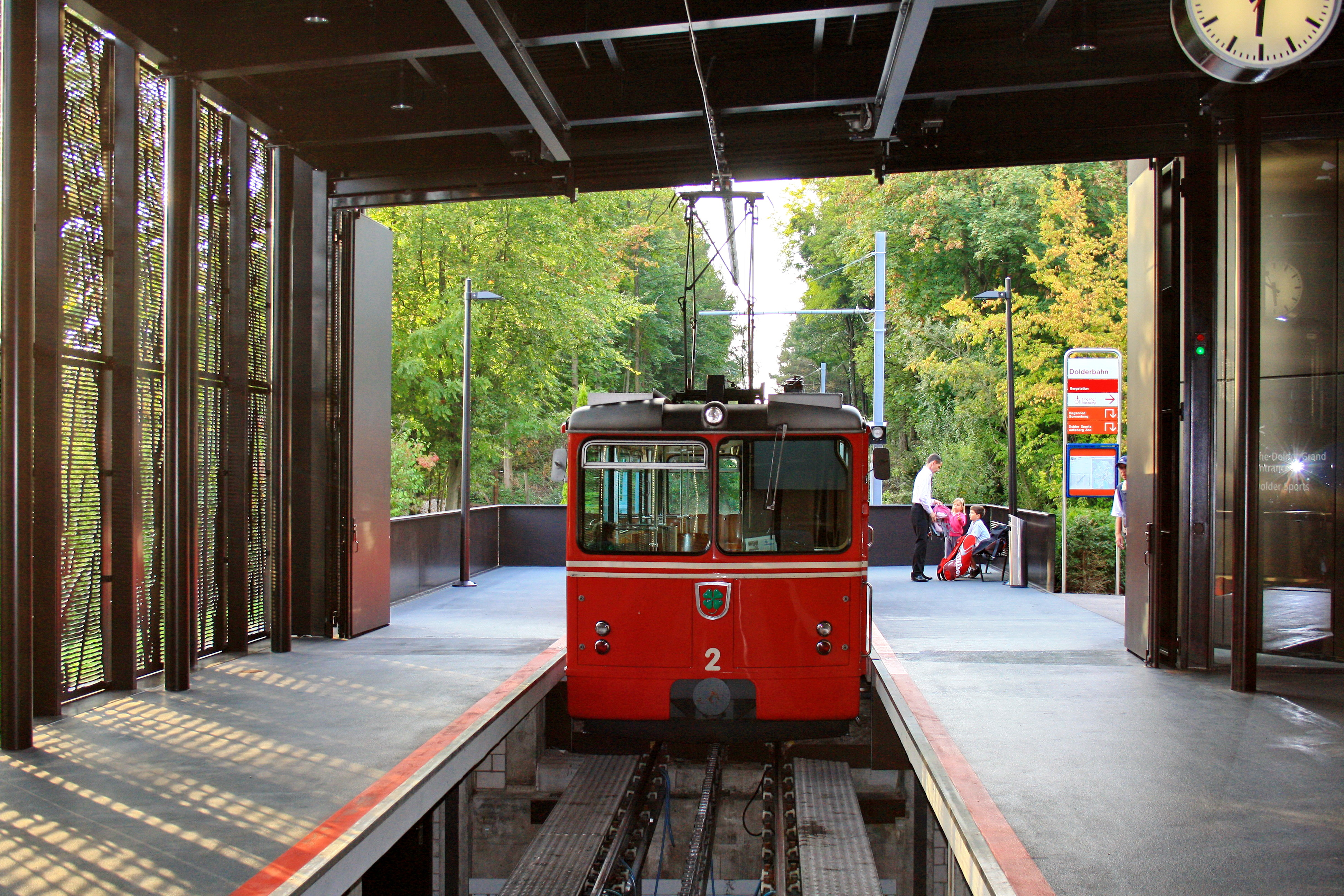
돌더반 언덕 역
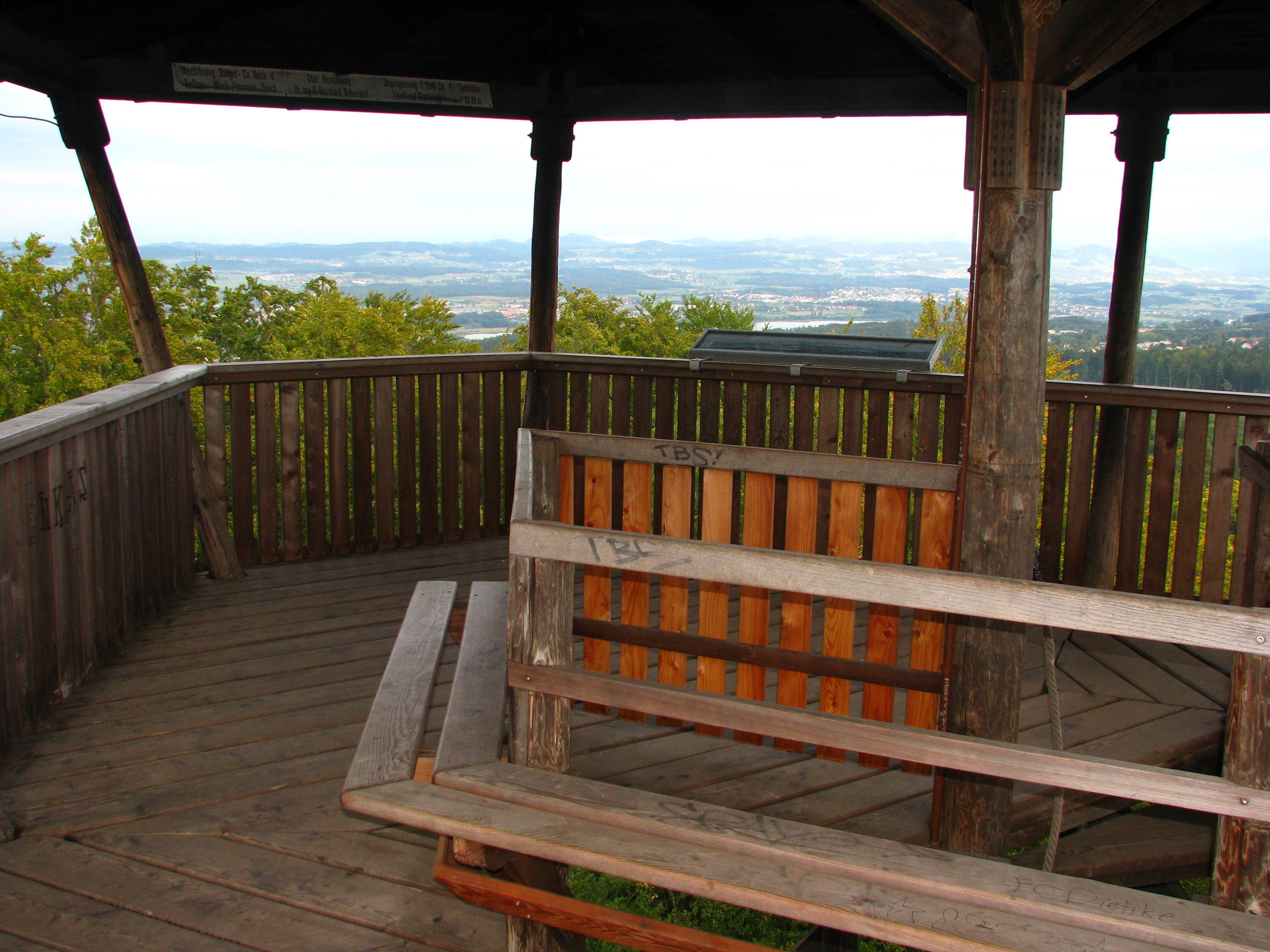
루렌코프 탑에서 본 취리히고원
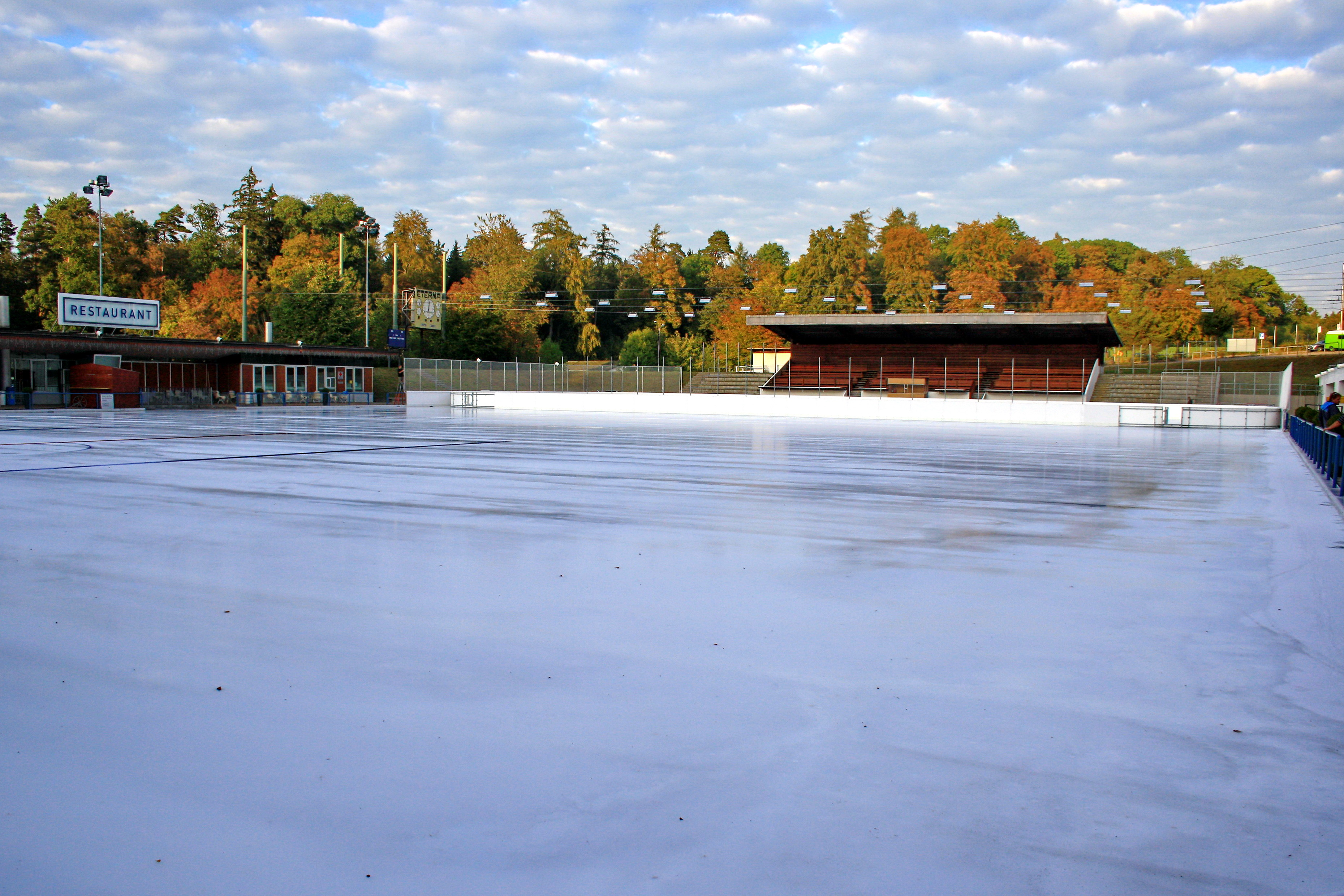
6 000m2의 대형 아이스링크